# Keldenaar
De Keldenaar is een heuvel in het Heuvelland gelegen in de gemeente Beekdaelen in het zuiden van de Nederlandse provincie Limburg. De heuvel is gelegen nabij het dorp Puth aan het westelijke uiteinde van het Plateau van Doenrade en heeft een maximale hoogte van 98 meter boven NAP. Het is tevens de straatnaam van de verbindingsweg tussen Geleen en Puth, die op de helling van deze heuvel loopt en onder meer bekendheid geniet in de wielersport.

## Geografie
De Keldenaar ligt vlak ten noordwesten van Puth, ten oosten van Geleen en ten zuiden van Munstergeleen. De heuvel, die bij het Plateau van Doenrade hoort, vormt een deel van de oostelijke dalwand van het Geleenbeekdal en in ruime zin ook die van de Maasvallei. Op de top van de Keldenaar op circa 98 meter hoogte ligt de buurtschap Bovenste Puth en aan de voet op circa 53 meter het Danikerveld, waarin de buurtschap Daniken is gelegen. De heuvel is grotendeels onbebouwd en bestaat uit akkers en boomgaarden op de hellingen. Ook liggen er kleine hellingbossen. Boven op de heuvel ontstaat de Puthergrub, een droogdal of grub die in noordelijke richting afloopt naar het Geleenbeekdal. De heuvel is in trek bij fietsers en wandelaars vanwege het glooiende landschap en het weidse uitzicht over de Maasvallei.

## Naamgeving
In het verleden werd de heuvel ook wel de Kellenaar genoemd. Een kellenaar was een econoom, de beheerder van de goederen van een abdij of klooster.

## Wielrennen
De Keldenaar is een populaire beklimming in de wielersport. De voet van deze helling bevindt zich bij de Geleenbeek nabij Daniken. Vanaf hier loopt de helling over een lengte van ongeveer een kilometer vrij vlak en bochtig omhoog in zuidoostelijke richting. De 600 meter die hierop volgen zijn het steilst met een gemiddelde hellingsgraad van 7,3 %. Het laatste stukje in de bebouwde kom van Puth is weer vrij vlak.